# Lotari I
|  | Per a altres significats, vegeu «Lotari I de França». |

Lotari I (795 – 2 de març de 855) va ser el fill gran de l'emperador Lluís el Pietós de la dinastia carolíngia, i regnà com a rei d'Itàlia i emperador d'Occident.

## Família
|  |                      |  |  |  |  |  |  |  |  |  |  |  |  |  |  |  |
|  | Carles Martell       |  |  |  |  |  |  |  |  |  |  |  |  |  |  |  |
|  |                      |  |  |  |  |  |  |  |  |  |  |  |  |  |  |  |
|  |                      |  |  |  |  |  |  |  |  |  |  |  |  |  |  |  |
|  | Pipí el Breu         |  |  |  |  |  |  |  |  |  |  |  |  |  |  |  |
|  |                      |  |  |  |  |  |  |  |  |  |  |  |  |  |  |  |
|  |                      |  |  |  |  |  |  |  |  |  |  |  |  |  |  |  |
|  | Rotruda de Trier     |  |  |  |  |  |  |  |  |  |  |  |  |  |  |  |
|  |                      |  |  |  |  |  |  |  |  |  |  |  |  |  |  |  |
|  |                      |  |  |  |  |  |  |  |  |  |  |  |  |  |  |  |
|  | Carlemany            |  |  |  |  |  |  |  |  |  |  |  |  |  |  |  |
|  |                      |  |  |  |  |  |  |  |  |  |  |  |  |  |  |  |
|  |                      |  |  |  |  |  |  |  |  |  |  |  |  |  |  |  |
|  | Bertrada de Laon     |  |  |  |  |  |  |  |  |  |  |  |  |  |  |  |
|  |                      |  |  |  |  |  |  |  |  |  |  |  |  |  |  |  |
|  |                      |  |  |  |  |  |  |  |  |  |  |  |  |  |  |  |
|  | Lluís el Pietós      |  |  |  |  |  |  |  |  |  |  |  |  |  |  |  |
|  |                      |  |  |  |  |  |  |  |  |  |  |  |  |  |  |  |
|  |                      |  |  |  |  |  |  |  |  |  |  |  |  |  |  |  |
|  | Hildegarda           |  |  |  |  |  |  |  |  |  |  |  |  |  |  |  |
|  |                      |  |  |  |  |  |  |  |  |  |  |  |  |  |  |  |
|  |                      |  |  |  |  |  |  |  |  |  |  |  |  |  |  |  |
|  | Lotari I             |  |  |  |  |  |  |  |  |  |  |  |  |  |  |  |
|  |                      |  |  |  |  |  |  |  |  |  |  |  |  |  |  |  |
|  |                      |  |  |  |  |  |  |  |  |  |  |  |  |  |  |  |
|  | Ingerman d'Hesbaye   |  |  |  |  |  |  |  |  |  |  |  |  |  |  |  |
|  |                      |  |  |  |  |  |  |  |  |  |  |  |  |  |  |  |
|  |                      |  |  |  |  |  |  |  |  |  |  |  |  |  |  |  |
|  | Ermengarda d'Hesbaye |  |  |  |  |  |  |  |  |  |  |  |  |  |  |  |
|  |                      |  |  |  |  |  |  |  |  |  |  |  |  |  |  |  |
|  |                      |  |  |  |  |  |  |  |  |  |  |  |  |  |  |  |
|  | Hedwig de Baviera    |  |  |  |  |  |  |  |  |  |  |  |  |  |  |  |
|  |                      |  |  |  |  |  |  |  |  |  |  |  |  |  |  |  |
|  |                      |  |  |  |  |  |  |  |  |  |  |  |  |  |  |  |

L'any 821 es va casar amb Ermengarda de Tours (?-851), que li donà vuit fills.
- Lluís (825-875), futur Lluís II d'Itàlia.
- Hiltruda (826-865)
- Berta (vers 830-852)
- Irmgarda (vers 830-849)
- Gisela (vers 830-856)
- Lotari (835-869), futur Lotari II de Lotaríngia.
- Rotruda (vers 840-?)
- Carles (845-863), futur rei de Provença.

## Joventut
Lotari era el fill gran de l'emperador Lluís el Pietós i la seva primera esposa Ermengarda d'Hesbaye. Hi ha poca informació de la seva joventut, que possiblement va passar a la cort del seu avi Carlemany. L'any 815 el seu pare li va assignar el govern de Baviera. Dos anys després el seu pare el va associar al títol imperial (al final de la dieta d'Aquisgrà el 30 de juliol del 817), convertint-se en successor. L'any 820 va ser proclamat Rei d'Itàlia. Va liderar els seus dos germans Pipí d'Aquitània i Lluís el Germànic en revoltes contra el seu pare, originades per l'intent d'aquest d'assignar part de l'herència al seu fill amb la seva segona esposa, Carles el Calb.
A la dieta de Thionville de la tardor del 831 en que Bernat de Septimània fou rehabilitat, estaven presents Lotari I d'Itàlia i Lluís de Baviera; Pipí I d'Aquitània va excusar amb diversos motius la seva assistència tot i les ordes directes de l'emperador, però finalment, sota orde paterna, es va haver de presentar el desembre a Aquisgrà on estava Lluís el Pietós; aquest el va amonestar i li va ordenar de restar al seu costat i d'absentar-se sense el seu permís, el que era una mena d'arrest. Però després de les festes de Nadal Pipí es va evadir el dia dels sants innocents (28 de desembre del 831) sortint de nit cap a Aquitània, acompanyat dels senyors que li eren més afectes. Hi va haver fins i tot una mena de lligam secret amb Bernat de Septimània, que al seu torn estava descontent per no haver estat restablert en la seva posició a la cort.

## Revolta contra Lluís el Pietós
Berenguer, comte de Tolosa i conseller de Pipí, li va aconsellar de no revoltar-se però Bernat de Septimània el va instigar. A principis del 832, Lluís el Pietós va convocar una dieta a Orleans per discutir els mètodes de restablir a Pipí en l'obediència. Lotari i Pipí hi foren cridats, però Lluís va donar suport al seu germà i no hi va anar; aspirava a la part de Germània destinada al seu germanastre Carles el Calb. Lluís el Pietós va iniciar la campanya contra els seus fills rebel. Berenguer, lleial a l'emperador, va entrar als dominis de Bernat, apoderant-se d'alguns d'ells, amb seguretat el Rosselló (amb el Vallespir), probablement també Rasès i el Conflent. El 2 de febrer del 832 Berenguer ja era a Elna.
Lluís el Pietós es va dirigir cap a Aquitània per a reprimir la revolta, però la insurrecció del seu fill Lluís a Baviera l'en va fer desistir. Lluís no va aconseguir suport de la noblesa de Germània, i les tropes feren costat a l'emperador, forçant-lo a retirar-se i sotmetre's. Acabada la seva tasca a Germània, Lluís el Pietós marxà a Orleans, on al setembre va convocar una dieta a la qual reclamà en Pipí; aquest, sentint-se culpable i no gosant presentar-s'hi, feu veure que hi acudia, però romancejà pel camí sense intencions clares d'arribar a Orleans. Això feu que l'emperador prengués la iniciativa d'anar-lo a cercar a Aquitània fins a trobar-lo al palau de Joac (Jocundiacum), a la vora de Llemotges. Pipí, veient que no podia escapar a la persecució del seu pare, se li tirà als peus i li implorà perdó, que l'emperador concedí. En una assemblea pública a Joac, l'emperador presentà els seus retrets a Pipí i li exigí que, en prova de fidelitat, marxessin ell, esposa i fills Trèveris, ciutat on havien de romandre fins a nova ordre; també hagué de donar testimoni públic de la seva submissió a l'emperador.
El 4 d'octubre Lluís el Pietós encara era a Joac segons una carta d'aquesta data, emesa "al lloc de Juvenciacum" per la qual donava el poble de Fontaines a la diòcesi de Tolosa, dependent del seu domini, a un dels seus vassalls de nom Adalbert, amb el permís de posseir-lo en propietat i de disposar com en volgués. Això demostraria que el regne d'Aquitània havia estat confiscat a Pipí, atès que Lluís el Pietós hi exercia l'autoritat reial. No és clar si fou a la mateixa assemblea quan en fou desposseït o bé uns dies després quan Pipí, que havia fingit obeir i marxar a Trèveris, es va dirigir a Doué a l'Anjou, amb una escorta, i a la nit es va fer segrestar pels seus propis servidors, restant a Aquitània anant d'un lloc a l'altre; això hauria irritat l'emperador, que l'hauria desposseït. Lluís el Pietós va restar a Aquitània unes setmanes i finalment va entregar el regne al seu fill de 9 anys Carles el Calb, de qui va rebre el jurament de fidelitat junt amb el dels principals senyors del país. El Pietós va fer un darrer intent de sotmetre Pipí i va convocar una assemblea a Aquitània, el dia de Sant Martí (11 de novembre), a la qual el va cridar. Però Pipí, rebel i obstinat, va refusar anar-hi i encara va hostilitzar les tropes paternes, el que unit a les pluges extremament abundants d'aquella tardor seguides d'un fred rigorós a l'inici de l'hivern va obligar l'emperador a despatxar el seu exèrcit i traslladar-se al palau de Rest, a l'Anjou, a la riba del Loire, i després a Mans, on va passar les festes de Nadal fins que al començament del 833 va anar cap a Aquisgrà.
La revolta de Pipí va arrossegar els seus dos germans Lotari I i Lluís de Baviera. Durant l'hivern (principis del 833) els tres prínceps van ajustar una aliança contra el seu pare al que atribuïen el desig de desheretar-los contra el jurament que havia fet el 817. El tres rebels van cridar els seus partidaris que estaven desterrats i van intentar revoltar els pobles al seu favor. Al front del rebels es va posar Matfred d'Orleans mentre el bisbe Ebó de Reims quedava com a principal conseller de Lotari. Lluís el Pietós va reunir un exèrcit lleial a Worms al començament de la Quaresma i va marxar contra els rebels que s'havien reunit a Alsàcia entre Estrasburg i Basilea, prop de Colmar, en un lloc anomenat Rotfelth (que vol dir "Camp Roig"), situat entre Brisach i el riu Ell, després conegut com a "Camp de la Mentida" o Lugenfeld i avui dia Rotleube. Lotari havia aconseguit el suport del papa Gregori IV que el va seguir des d'Itàlia amb tota la cort romana amb el pretext de meditar sobre la pau dins la família reial. Lluís el Pietós va intentar primer, com habitualment, la via de la negociació i va enviar delegats per convidar-los a sotmetre's i subjectar-se a la seva clemència; però tot fou debades; també va enviar delegats al papa per queixar-se que després de la seva arribada no l'havia anat a trobar, i de protegir els rebels. Els bisbes lleials a Lluís ja s'havien declarat contra el papa després de córrer el rumor que els volia excomunicar incloent a l'emperador mateix si no restituïa en els seus drets a Lotari, i de comú acord es van avançar, el van excomunicar per arrogar-se facultats que els cànons no li concedien i van amenaçar amb la seva deposició per haver anat a l'imperi sense haver estat cridat. Els tres prínceps rebels van contestar al pare ferma però respectuosament: ells no havien fet cap falta doncs la iniciativa havia sorgit del pare quan els havia desheretat a instància de certes persones de les que seguia fàcilment els mals consells i que no feia cap intent de conservar la pau restablint la partició del 817, ja que les posteriors eren sempre massa favorables a Judit de Baviera i els seus interessos, i que aquesta emperadriu tenia massa ascendent sobre l'emperador i el dominava impedint-li desheretar a Carles (futur Carles el Calb).
Els dos exèrcits esperaven el senyal per l'enfrontament quan l'emperador fou avisat de l'arribada de Gregori IV al seu campament; el papa fou rebut fredament i els sos homes van tenir una entrevista curta; Gregori va restar llavors al campament i va seguir negociant i va començar a influir en Lluís al que segons alguns va convèncer de ser designat àrbitre en el conflicte (segons altres es va retirar sense aconseguir res positiu); en aquesta condició va retornar al campament de Lotari que no podia acceptar amb honor les condicions de pau que oferia el seu pare. El cert és que durant el temps que Lotari i Gregori van negociar els tres prínceps van aconseguir guanyar a la seva causa molts dels senyors, bé per regals o per promeses; la nit després de l'entrevista els senyors guanyats pels prínceps van desertar amb la seva gent i l'endemà Lluís el Pietós es va trobar gairebé sol fora dels prelats i senyors sempre lleials als que per salvar la vida el mateix emperador va aconsellar retirar-se al campament de Lotari o fugir, opció aquesta darrera triada per la major part.
Lluís va enviar emissaris als seus fills demanant que li fos evitat el deshonor de ser portat al campament rival pels soldats i els prínceps li van comunicar que anés al seu campament i ells el rebrien amb tot l'honor i respecte deguts. Així ho va fer Lluís el Pietós: en acostar-se els tres fills van baixar del cavall i el van anar a saludar; l'emperador els va abraçar i hi va parlar algun temps; els va recordar la seva paraula sobre l'emperadriu i el jove Carles, el seu germanastre i li van prometre que no els farien res i altres promeses que els va demanar. Conduït Lluís amb el seu fill Carles a la tenda de Lotari I, Judit fou portada a la tenda de Lluís de Baviera. Les promeses no es van mantenir i Judit fou enviada a l'exili al convent de Tortona a Llombardia.
Lotari va convocar una assemblea en la qual l'imperi fou declarat vacant i ell mateix fou proclamat emperador (oficialment se li va oferir el càrrec que va acceptar). Els tres prínceps van procedir a un nou repartiment de la monarquia conforme a la partició del 817 i cadascun va rebre el jurament dels senyors que esdevindrien els seus súbdits segons la nova partició i que estaven presents al lloc. Després d'això es van separar. Pipí va retornar a Aquitània (Pipí va ser restaurat al seu anterior estatus de rei), Lluís a Baviera i el papa a Roma. Lotari es va dirigir a França amb el seu pare que fou conduït sota una forta guàrdia, igual que el jove príncep Carles i en arribar a Soissons Lluís el Pietós fou tancat al monestir de Saint-Médard, on li fou prohibida qualsevol visita; Carles fou enviat a l'abadia de Prom a la diòcesi de Trèveris.
Per l'1 d'octubre del 833 Lotari va convocar una dieta general a Compiègne que el va ratificar com a emperador i a la que va fer assistir al seu pare per utilitzar-lo en els seus designis. En aquesta assemblea va exigir un jurament de fidelitat dels prelats i senyors que hi van assistir, perquè sospitava que alguns eren fidels secretament al seu pare. Lluís va ser formalment deposat, i se'l va obligar a confessar públicament molts pecats que no havia comès.
Pocs dies després de la reunió, Lotari se'n va anar a Aquisgrà on va arribar el 29 de novembre, amb idea de passar-hi l'hivern. Llavors va fer anar a la cort al seu pare del que malfiava. Però mentre les disposicions ignominioses adoptades envers Lluís a l'assemblea van ser conegudes per Pipí i Lluís que altre cop es van girar contra el seu germà al que consideraven que s'apoderava de massa poder sense participació dels altres germans. També els prelats que havien participat en l'assemblea de Compiegne van començar a vacil·lar i alguns van fer públic el seu penediment; el poble va començar a murmurar i es van produir assemblees secretes de senyors de Germània, Aquitània i Borgonya on es va discutir sobre com alliberar a Lotari de mans del seu fill. El duc Bernat de Septimània que vivia retirat a Borgonya a les terres familiars, con enemic declarat de Lotari i amb l'esperança de recuperar els seus honors es va unir al comte Guarí un dels més grans senyors de Borgonya i junts van treballar per aconseguir la lleialtat dels senyors del regne borgonyó, formant una lliga en favor de Lluís el Pietós. Al mateix temps Bernat va enviar missatgers a Pipí I d'Aquitània, el seu amic, per convindre la manera d'actuar per restablir al Pietós. El rei Lluís de Baviera va marxar amb el seu exèrcit cap a Frankfurt on va enviar missatgers al seu germà Lotari demanant que el pare fos tractat amb més humanitat, però aquestes protestes no van tenir efecte. Llavors Lluís es va acostar amb les seves tropes a Aquisgrà mentre Pipí preparava les seves també per avançar i unir-se al seu germà petit. Lotari, assabentat, va fer venir al jove Carles de l'abadia de Prom i el va mantenir al mateix lloc que al pare i deposat emperador, sent portats primer a Compiègne, i després cap a París on considerava que la nobles li era més lleial que en cap altre lloc i a l'espera de l'arribada de les seves tropes a la que ja havia mobilitzat.
En arribar a París va saber que els comtes Egebard i Guillem (el seu escuder), amb altres senyors, havien decidit atacar-lo i arrabassar-li a l'emperador. Però Lluís el Pietós els va dissuadir en benefici de la pau i va aconsellar no fer res precipitat. Mentre Pipí havia arribat ja a la vora del Sena amb l'exèrcit d'Aquitània però no podia travessar el riu perquè Lotari ja havia ordenat confiscar totes les barques i una inundació extraordinària s'havia emportat els ponts; al mateix temps Bernat i Guarí van arribar a l'inici de la quaresma amb les tropes borgonyones fins a la vora del Marne; el fred encara era rigorós i les forces es van haver d'aturar a Bonnœil (Bongilo). Poc després, el dissabte de la primera setmana de quaresma (26 de febrer) els dos senyors van enviar uns missatgers a Lotari, l'abat Rebald i el comte Gaucelm (ex comte, germà de Bernat) per demanar l'alliberament de l'emperador i el van advertir que si el deixava en les seves mans de bon grau, ells farien la pau i obtindrien la gràcia per Lotari, però si no haurien d'utilitzar la força; Lotari va contestar que era el més sensible de tots a qualsevol cosa en benefici del pare i que els senyors que l'acusaven havien estat abans els primers de trair a l'emperador i entregar-lo a les seves mans; al·legava que la seva deposició havia estat canònica pel judici dels bisbes; a més deia que la diputació no era prou nombrosa i reclamava almenys dos abats i dos comtes, entre els quals hi hauria d'haver Odó d'Orleans, cosí de Bernat; Lotari tractava de guanyar temps per poder-se retirar i posar-se a cobert de l'exèrcit de Germània que conduït pel rei de Baviera avançava a bon ritme, i de l'exèrcit aquità que amb el borgonyó el podien rodejar. Lotari va deixar al seu pare i al germanastre Carles a l'abadia de Saint-Denis, i el darrer dia de febrer va marxar acompanyat només d'alguns senyors que van voler seguir la seva sort, cap a Borgonya, arribant a Vienne on va intentar sostenir-se i va reunir totes les tropes que va poder. Entre els que el van seguir Bartomeu de Narbona i Salomó de bisbes Elna. El 7 d'abril va donar una carta a favor de l'església d'Elna datada a Clunac que podria ser Cluny a Borgonya.
Just retirar-se Lotari que els senyors que havien restat a Saint-Denis amb l'emperador van decidir que calia que l'emperador reprengués immediatament les marques de la seva dignitat però Lluís el Pietós va decidir demorar-ho fins l'endemà que era diumenge 1 de març. Llavors els bisbes reunits en una església li van retornar les armes i els ornaments reials
L'emperador va decidir no perseguir a Lotari (contra el parer dels seus cortesans). Va marxar cap a Nanteuil i es va traslladar tot seguit a Quierzy a la riba de l'Oise on es va reunir amb Pipí i Lluís de Baviera, als que va rebre amb grans mostres d'afecte i reconeixement; L'emperador va fer la mateixa acollida als senyors del seu seguici i especialment als de l'exèrcit de Borgonya, i amb tots ells a la meitat de la quaresma va tenir a palau una dieta en la qual Pipí for formalment restablert com a rei d'Aquitània que l'emperador li havia arrabassat 18 mesos abans. També va restablir en les seves dignitats als diversos senyors que es trobaven a la dieta i havien contribuït al seu alliberament. Després de la dieta de Quierzy Pipí va retornar a Aquitània. Lluís el Pietós va anar a Aquisgrà acompanyat de Lluís de Baviera i del príncep Carles; l'emperadriu Judit de Baviera va arribar poc després a la capital, alliberada del monestir de Tortona on romania quan es va saber el restabliment del seu marit; el seu marit altre cop va refusar formalment reconèixer-la com esposa fins que davant d'una dieta hagués estat exonerada dels crims dels que havia estat acusada (el que es devia produir a la següent dieta). Lluís el Pietós va mostrar altre cop la seva clemència amb una amnistia general per tots els que havien participat en la revolta que li havia costat la pèrdua temporal del tron.
Mentre Lotari encara disposava de molts seguidors entre els quals Matfred antic comte d'Orleans i Lambert marquès de Bretanya. Els seus partidaris devastaven la Nèustria a la dreta del Loira. El comte Odó d'Orleans, del camp imperial, i altres senyors, van fer campanya entre el Loire i el Sena per fer front als atacs de Matfred i Lambert; els dos exèrcits es van trobar finalment i Odó fou derrotat i mort junt amb el seu germà el comte Guillem de Blois, el comte Guiu del Maine, i altres magnats. Lambert i Matfred no van saber aprofitar la seva victòria i temerosos que Lluís el Pietós marxés contra ells amb totes les forces i els rodegés, van demanar a Lotari acudir en el seu ajut.
Lotari estava aleshores a Vienne amb les seves tropes i es va dirigir a Châlons-sur-Saône que li va tancar les portes. Els principals senyors de Borgonya del partit imperial, entre els quals Guarí (probablement el mateix que Guerí de Provença comte de Macon del 825 al 853, comte de Mémontois 832-853, i que després fou comte de Chalons-sur-Saône 835-853, i d'Auxois i d'Autun i marquès de Borgonya 844-853), Gaucelm, germà de Bernat de Septimània i el got Sanila el seu lloctinent (l'acusador de Berà el 820) havien arribat abans a aquesta vila i l'havien fortificat per retardar la marxa de Lotari que es va veure obligat a assetjar-la. Lotari la va conquerir en pocs dies i la va lliurar al furor dels soldats que la van incendiar pels quatre costats. Gaucelm, Sanila i un altre senyor de nom Madalelm foren executats sobre el camp. Guerí i altres senyors per salvar la vida van abandonar el partit imperial al darrer moment i van ser perdonats després de jurar fidelitat a Lotari. Encara insatisfet amb la seva venjança sobre Bernat de Septimània per mitjà del seu germà i el seu lloctinent, Lotari capturà a Gerberga, germana de Bernat, que era monja i es trobava aleshores a Chalons, on vivia en retirament i ocupada en tasques religioses (sanctimonialis) la va fer tancar en un bidó de fusta com una bruixa i enverinadora, sent tirada al riu Saonna, morint ofegada.
L'emperador era llavors a Langres on a mig agost va tenir una dieta a la que estava present Lluís de Baviera amb els seus homes. Informats que Lotari avançava cap a Orleans després de prendre Chalons, es van posar en campanya i van perseguir al príncep, al que van atrapar finalment al Maine on s'havia reunit amb els comtes Matfred i Lambert; els dos exèrcits estaven en posició de lliurar batalla quan l'emperador una vegada més va obrir negociacions; no obstant Lotari es va mostrar inflexible i després de tres dies de converses va refusar la pau i va amenaçar als enviats de l'emperador. En aquestos tres dies Lotari va intentar atreure al seu camp a la gent de l'emperador però sense èxit; al quart dia, a la nit, va decidir aixecar el camp i anar cap a Blois. L'emperador i el rei de Baviera el van seguir de prop i el van atrapar a la vora del Loira prop del castell de Blois on Pipí d'Aquitània es va reunir amb el seu pare i germà petit; l'acompanyava Berenguer de Tolosa i de Septimània i Gòtia, conegut com el Savi per la seva probitat i encert: Lotari va fer amag d'atacar als imperials però finalment es va abstenir.
L'emperador va enviar al campament del seu fill a tres emissaris per demanar la seva submissió: Baradadi bisbe de Paderborn, Berenguer de Tolosa i Septimània i el duc Gebehard; els tres van demanar a Lotari d'anar al campament del pare i sotmetre's; Lotari va demanar temps per reflexionar i acabaven de marxar quan els va fer cridar per consultar amb ell mateix sobre què fer; els enviats van recomanar la submissió perquè l'emperador estava ben disposat al perdó. Lotari els va escoltar i es va presentar al campament patern on Lluís el Pietós l'esperava entre Pipí i Lluís de Baviera i molts altres senyors. Lotari es va presentar acompanyat per Hug de Tours el seu sogre i per Matfred d'Orleans entre altres senyors fidels. Lotari es va tirar als peus del seu pare que li va ordenar aixecar-se; després va reconèixer el seu crim i va demanar perdó; Lluís va fer un viu retret al seu fill i li va dir que per gràcia no li arrabassava el regne d'Itàlia on l'ordenava retirar-se i no sortir-ne sense permís, i li va exigir un nou jurament de fidelitat; l'emperador va perdonar al mateix temps als seus partidaris i els va permetre conservar els béns després de rebre el jurament de fidelitat. Després l'assemblea fou aixecada i cadascun va retornar al seu territori.
L'emperador Lluís el Pietós després del seu restabliment i consolidació va convocar una dieta a Attigny, a finals del 834 (a la festa de sant Martí l'11 de novembre) on es van anomenar alguns missi dominici per anar a províncies a restablir l'orde que havia estat alterat per les contínues lluites a l'imperi entre 830 i 835; un dels mals eren l'existència de bandits que desolaven territoris. Després d'aquesta dieta l'emperador en va convocar una altra a Thionville a començaments del 835. Aquesta fou una assemblea complexa i llarga. Els bisbes (hi havia presentes 8 arquebisbes i 35 bisbes entre els quals Cristià de Nimes i Sisebut d'Urgell) van examinar la conducte dels seus col·legues partidaris de Lotari: Ebles o Ebó de Reims fou deposat de la seva seu; els bisbes Agobard de Lió i Bernat de Viena que no van comparèixer després de ser citats, van ser condemnats per contumàcia i les seus declarades vacants. En aquesta dieta es va establir el nou repartiment del regne per la qual Lotari I rebia només Itàlia, Pipí i Lluís de Baviera van augmentar la part que els havia pertocat el 817 i així Pipí va rebre el territori entre el Loire i el Somme i una part de Borgonya, i Lluís la resta de Nèustria i una part d'Austràsia i Germània, i a Carles (el Calb) li fou assignada Suàbia, la resta d'Austràsia i de Borgonya, Provença i Gòtia i Septimània. L'emperador es va reservar de per vida l'autoritat suprema i no en va designar cap com a successor en el títol imperial per evitar gelosies. Es va reservar el dret d'augmentar o disminuir les parts de cadascun segons el futur comportament. Acabada la dieta els participants clergues van retornar als seus llocs d'origen i els senyors que hi havien assistit van anar a Metz on l'emperador es va fer coronar altra vegada el primer diumenge de quaresma.
L'emperador va convocar al juny següent una nova dieta a Crémieu (Stramiacum), al Lionès, pel mes de juny, a la que van assistir Lluís de Baviera i Pipí I d'Aquitània així com un gran nombre de delegats de Septimània i Gòtia. El tema principal de la reunió era la restitució dels honors de Bernat de Septimània; la mort de Berenguer de Tolosa va facilitar el seu nomenament. Acabada la reunió Pipí i Lluís de Baviera van retornar als seus estats, i Lluís va anar a Aquisgrà amb la idea d'anar després a Frísia on la seva presència era necessària davant els atacs normands.
L'emperadriu Judit es va començar a adonar que la salut del seu marit ja no era bona, i patia perquè a la seva mort el seu fill Carles es trobaria sense suports a la mercè dels seus germanastres interessats a excloure'l, i va fer tot el possible per atreure a Lotari I al seu partit i el va defensar tant com va poder davant l'emperador que va acabar enviant missatgers al príncep buscant la reconciliació. Les negociacions van durar entre la dieta de Crémieu i el final d'any (835); després de Nadal l'emperador va enviar nous ambaixadors amb instruccions per demanar a Lotari d'enviar alguns dels seus consellers per a poder concloure els acords definitius. Esperant l'arribada dels delegats de Lotari l'emperador va celebrar dieta a Aquisgrà el dia de la Purificació de Maria o de la Candelera (2 de febrer del 836). Els bisbes presents van dirigir un escrit dividit en tres llibres pel qual demanaven a Pipí de restituir els béns usurpats pels senyors del regne a l'església a Aquitània; Pipí estava llavors a Aquitània on al mateix celebrava la dieta del seu regne i va rebre la notícia que la dieta va prometre complir. L'emperador va ordenar el mateix a Septimània on va enviar dos missi dominici per fer complir la seva decisió.
Quan els enviats de Lotari van arribar a Thionville s'estava celebrant una segona dieta convocada per l'emperador després de la Pasqua. Entre els delegats el principal era Vala de Corbie que va excusar a Lotari a causa d'una malaltia (unes febres). Es va concloure la pau i Judit va perdonar oficialment a Lotari sobre el que havia guanyat força influència. L'emperador comptant amb la sinceritat del príncep, va transmetre el seu afecte i els desitjos d'una propera recuperació i el va convidar a anar a Worms a la dieta de meitat de setembre. Però Lotari fou afectat altre cop per les febres i no hi va poder anar. Si que van estar presents a Worms Pipí d'Aquitània i Lluís de Baviera amb les seves tropes però el primer va haver de retornar aviat a causa de disturbis produïts al seu regne. En aquesta assemblea l'emperador va restaurar a Agobard a la seva de Lió així com als altres bisbes partidaris del príncep, especialment Ebó de Reims. D'altra banda l'epidèmia que hi havia a Itàlia i que havia tingut un cert temps emmalaltit a Lotari, va matar a molts dels més fidels col·laboradors de Lotari que va quedar en una posició més dèbil.
Diversos conflictes van aparèixer aviat entre Lluís el Pietós i Lotari i el primer, convençut que el seu fill no actuava de bona fe, després de la dieta que va fer a Thionville al mes de maig del 837, va decidir passar a Itàlia per imposar a Lotari els seus deures i va cridar a Pipí i a Lluís de Baviera per acompanyar-lo, però les notícies dels atacs dels normands a les costes del nord de França el van obligar a abandonar el projecte i va anar a Nimega per reprimir els atacs. Lotari per la seva banda, lluny d'obeir el seu pare que li havia ordenat restituir diversos ben usurpats a esglésies, i especialment a la de Roma, va fer arrestar als enviats de l'emperador al Papa i va fer fortificar els Alps per impedir als imperials entrar a Itàlia.
Judit de Baviera al fracassar el seu projecte de protecció de Carles per Lotari, va intentar el mateix amb Pipí, però la mort d'aquest el desembre del 838, la va obligar, temerosa que mort l'emperador els fills li arrabassarien a Carles la seva part, a acostar-se altre cop a Lotari obtenint del seu marit el negociar directament amb aquest fill. Lluís el Pietós va sortir de Frankfurt a la quaresma i es va aturar pel camí a Bregenz o Bregentz on va celebrar la Pasqua. Judit el va fer comprometre a prometre a Lotari, si s'erigia en protector de Carles, que l'imperi seria repartit entre els dos, excepte Baviera que seria per Lluís. Lotari volia recuperar l'herència perduda i va escoltar aquestes promeses fetes per un enviat del Pietós, amb gran satisfacció i va donar el seu acord. L'emperador doncs va decidir fer una nova partició i va convocar una dieta a Worms on va anar el 30 de maig; Lotari també hi va assistir per orde del pare i quan va arribar es va tirar als peus de l'emperador i li va demanar perdó per les seves faltes passades i l'emperador li va concedir a canvi de no intentar res en el futur sense el seu consentiment, i no intentar res en perjudici de Carles (el Calb), cosa que Lotari va prometre. L'emperador va fer dues parts quasi iguals dels seus estats i va deixar escollir a Lotari que va agafar França Oriental, Itàlia, Borgonya, Austràsia i Germània excepte Baviera que restava per Lluís (conegut com a Lluís el Germànic). Carles rebia la França Occidental, Nèustria, Aquitània, Septimània i Gòtia, Provença i set comtats a Borgonya al llarg del Roine i el Saône. Pipí II i Carles, els prínceps d'Aquitània, van quedar exclosos. Acabada la dieta a començaments de juliol Lotari va tornar a Itàlia amb permís patern, després d'un nou jurament de fidelitat inviolable. Lluís el Pietós, segur que Lluís de Baviera estaria descontent, li va prohibir sortir dels seus dominis sota amenaça d'utilitzar contra ell totes les seves forces i va planejar anar a Augsburg el setembre per imposar la seva autoritat al príncep, però degut al conflicte d'Aquitània l'emperador va renunciar a aquesta expedició.
Lluís el Pietós va passar l'hivern a Aquitània; pel Nadal i la Candelera (2 de febrer) era a Poitiers, sortint al començar la quaresma al saber de certs moviments a Germània a l'est del Rin on el rei de Baviera s'havia revoltat altre cop i instigava la regió a l'aixecament. Judit i Carles van quedar a Aquitània per acabar amb la revolta dels seguidors de Pipí Ii que encara restaven. La Pasqua la va passar a Aquisgrà i va entrar tot seguit a Germània creuant el Rin i dirigint-se cap a Turíngia on estava acampat el rei de Baviera, que va decidir aixecar el camp i retornar als seus dominis i l'emperador va decidir altre cop no perseguir-lo però va convocar una dieta a Worms l'1 de juliol per jutjar-lo com a rebel. A aquesta dieta va convocar al seu fill Lotari I; ja estava en camí cap a Worms quan es va posar malalt i es va aturar a una illa del Rin sota Magúncia enfront del palau d'Ingelheim. Abans de morir va enviar la corona, el ceptre i els altres ornaments imperials al seu fill Lotari amb la condició d'executar fidelment els pactes de defensa de Carles (el Calb). La mort de Lluís el Pietós es va produir a Ingelheim el 20 de juny del 840 als 64 anys.

## Guerra civil franca
A la mort del seu pare el 840, Lluís el Germànic i Carles el Calb es van aliar contra seu per obtenir porcions més grans de territori (Pipí havia mort amb anterioritat). Després de tres anys de guerra civil, va ser vençut pels seus germans el 25 de juny de 841 a la batalla de Fontenoy-en-Puisaye i finalment hagué d'acceptar la partició de l'imperi amb la firma del Tractat de Verdun (843). D'aquesta manera, l'Imperi Carolingi es dividia i Lotari sols conservava la part central dels territoris del seu pare. Lotari, però, conservava la dignitat imperial.
Després del 843 va viure en bona harmonia amb els seus germans. Els seus dominis van partir atacs normands i sarraïns. El 850 o 851 aquestos darrers van fer una incursió pel Roine i van devastar les dues ribes del riu fins a Arle sense trobar oposició. En reembarcar els vents i els corrents els van tornar a la costa on foren atacats per milícies locals provençals (o septimanes) i derrotats (una altra versió diu que part de les naus foren destruïdes per una tempesta, cosa més probable, si bé la major part va poder tornar a les seves bases a la costa Mediterrània). En el retorn fou atacada Barcelona, que fou conquerida mercès a l'ajut dels jueus locals, però després de saquejada fou abandonada. Més tard la flota, ja reparada va retornar al golf de Lleó i va atacar diversos punts, incloent Marsella.

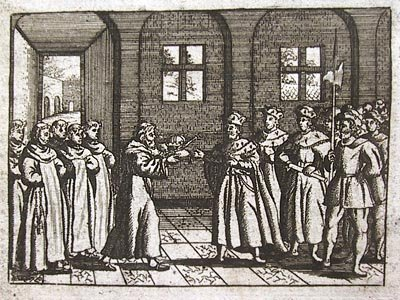
Imatge representant a Lotari I fent el repartiment de Prüm entre els seus fills

Lotari estava llavors en algun lloc combatents als normands i després va anar al palau de Gondreville, prop de Toul, on el 18 d'octubre del 850 va confirmar al bisbe Cels els privilegis de l'església de Viviers, entre d'altres el domini sobre l'abadia de Donzère, a l'esquerra del Roine.
Va promulgar un text la Constitutio Lothari que reclama la superioritat del poder de l'emperador respecte del papat. El 854 i 855 va negociar la pau entre Carles el Calb i Lluís el Germànic, enfrontats per la pretensió del darrer al tron d'Aquitània per al seu fill Lluís el Jove que finalment van reeixir quan l'emperador fou afectat de febres. Encara poc abans de morir Lotari apareix confirmant per un diploma emès a Remiremont els privilegis de l'abadia de Cruas al Vivarès, a petició de l'abat Uliebaud sota recomanació de l'arquebisbe d'Arle Roland, el 6 de setembre del 855. Després l'emperador va abdicar i va anar anar a l'abadia de Prüm, a les Ardennes, on va vestir l'hàbit de monjo i va morir el 28 del mateix mes i any. Abans de morir va repartir el regne entre els seus fills pel tractat de Prüm, pel què Lotari II va rebre la part Nord: de Frísia a Suïssa (Lotaríngia), Lluís II el Jove, va rebre Itàlia i el títol d'emperador d'Occident; i Carles de Provença va rebre el Regne de la Baixa Borgonya o regne de Provença i la Borgonya Transjurana.

## Veneració
Per la seva vida i la seva tasca en pro de la religió cristiana, aviat fou tingut per persona santa i el seu sepulcre a l'abadia de Prüm fou venerat i s'atribuïren miracles a la intercessió de l'emperador, per la qual cosa fou proclamat venerable. El procés de beatificació, però, no continuà.
Les seves restes foren sebollides de nou en 1721, en reconstruir-se l'abadia. Perdudes, foren retrobades en 1860. En 1874, l'emperador Guillem I d'Alemanya va finançar una nova tomba, l'actual.